# Thomas Eller (Künstler)

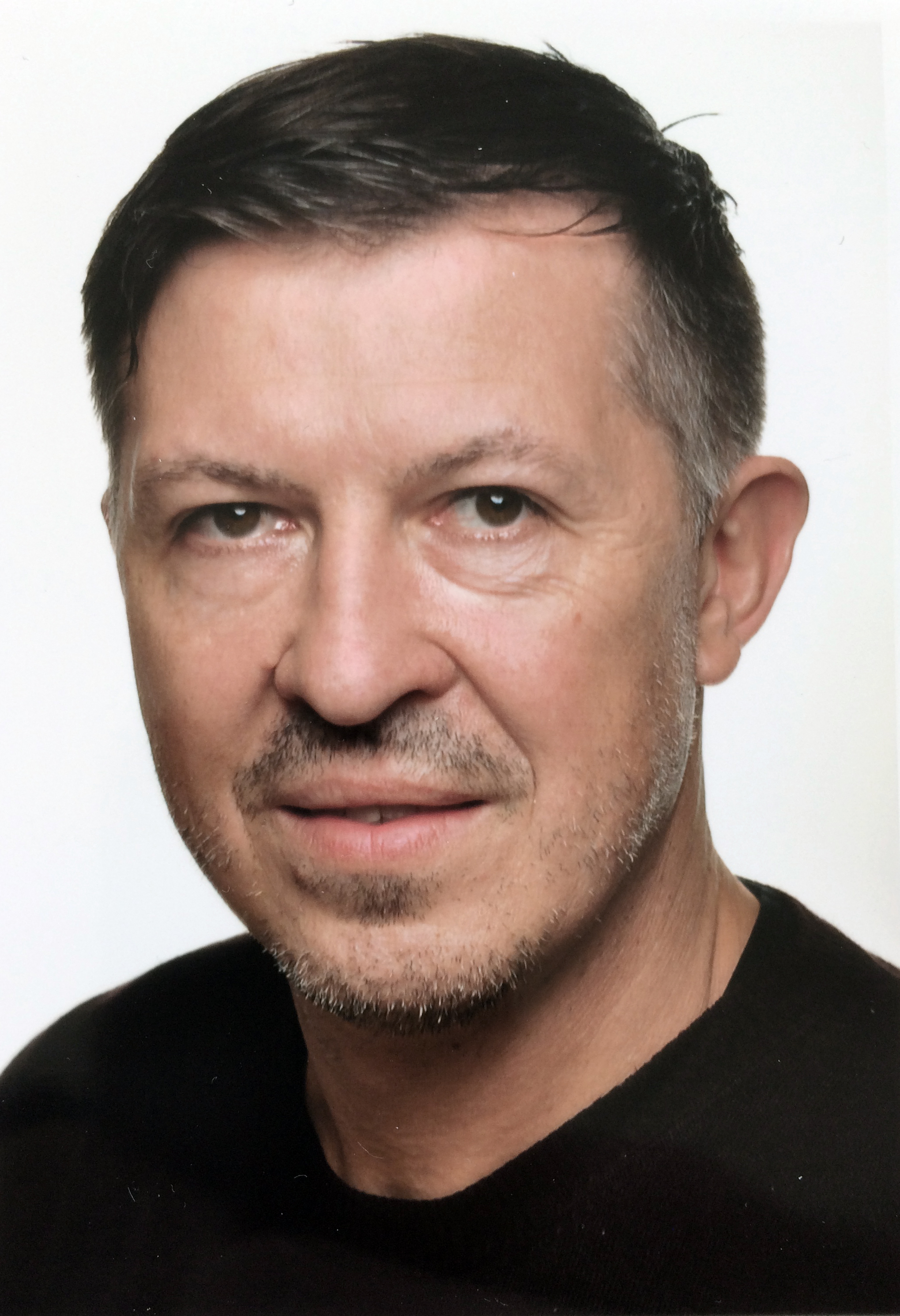
Thomas Eller 2014

Thomas Eller (* 8. September 1964) ist deutscher Künstler, Kurator und Autor.

## Werdegang
Geboren und aufgewachsen in Franken, verließ Eller Nürnberg 1985, um Bildende Kunst an der Universität der Künste Berlin zu studieren. Nach seiner Zwangsexmatrikulation studierte er an der FU Berlin Religionswissenschaften, Philosophie und Kunstgeschichte. Während dieser Zeit war er als wissenschaftliche Hilfskraft am Wissenschaftszentrum Berlin für Sozialforschung tätig. 
Ab 1990 hatte er zahlreiche Ausstellungen in europäischen Museen und Galerien.
1995 erhielt er die US-amerikanische Green Card und zog nach New York. Es folgten Ausstellungen in Galerien und Museen in Nord- und Südamerika sowie in Asien und Europa.
2004 kehrte er zurück nach Berlin und gründete ein Online-Kunstmagazin auf der Internetplattform artnet. Als Leiter der deutschen Niederlassung organisierte er auch den Vertrieb in China und war der Architekt der Kooperationen von artnet mit der Kunstmesse Art Basel und dem Bundesverband Deutscher Galerien und Editionen (BVDG).
Von 2008 bis Mitte 2009 war Eller Geschäftsführer für den künstlerischen Bereich der Temporären Kunsthalle Berlin.
Seit 2014 lebt Eller in Peking. Er ist  Präsident des Kunstmagazins RanDian (燃点). 2017 gründete er das Gallery Weekend Beijing.

## Werk
Ellers Fotoskulpturen entstehen durch auf Aluminium aufkaschierte und freigestellte Fotografien, die mit Hilfe versteckter Aluminiumkonstruktionen vor der Wand, auf dem Boden oder frei im Raum installiert werden. Durch das Ausschneiden eines fotografierten Objektes wird nicht der Raumkontext entfernt, denn die Perspektive bleibt erhalten. Weggeschnitten wird jedoch der temporale Kontext. So kann es vom Betrachter im unmittelbaren Jetzt seiner Wahrnehmung erfahren werden. Dennoch besitzt das Fotoobjekt ein Raumkonzept, das dem Raum des Betrachters fremd ist. Zum Beispiel wird man bei einem Objekt, das von der Kamera in Aufsicht aufgenommen wurde, immer denken es in Aufsicht zu sehen. Nimmt man dieses Objekt und hängt es über die Augenhöhe des Betrachters, sagt ihm die körperliche Erfahrung während des Sehprozesses: „ich sehe nach oben“. Dieser Konflikt: Das Auge sagt: „ich sehe nach unten“, während der Körper signalisiert: „ich sehe nach oben“; dies ist unauflösbar. Dadurch nehmen die Fotoskulpturen von Thomas Eller einen Zwischenzustand zwischen zweidimensionalem Bild und dreidimensionalem Objekt an.
In verschiedenen Werkgruppen wie „THE bounty“ oder „THE objectile“ erzeugt Thomas Eller komplexe Raumgebilde, in denen sich dieselben Objekte, mehrfach zu verschiedenen Zeitpunkten aufgenommen, auf verschiedenen Raumebenen hinter- und nebeneinander befinden. Erst in der Wahrnehmung setzt der Betrachter die verschiedenen Objekte in einen sinnvollen zeitlichen Zusammenhang. Dadurch, dass der Betrachter auf die unterschiedlichen Raumebenen separat fokussiert, nimmt er die einzelnen Ebenen in einem zeitlichen Nacheinander wahr und setzt dadurch in seinem Kopf eine fast schon filmische Sequenz in Gang. Es erscheint, als sähe man ein Objekt, wie es sich im Raum bewegt.

## Auszeichnungen
- 1996 Karl-Schmidt-Rottluff-Stipendium
- 2000 Villa-Romana-Preis
- 2006 Käthe-Kollwitz-Preis der Akademie der Künste zu Berlin